# Carl Wilhelm von Lancizolle

Carl Wilhelm von Lancizolle

Carl Wilhelm von Deleuze de Lancizolle (* 17. Februar 1796 in Berlin; † 21. Mai 1871 ebenda) war ein deutscher Jurist und Rechtshistoriker.

## Herkunft
Lancizolle wurde als Sohn einer aus dem Languedoc stammenden Familie geboren. Sein Vater Jean Etienne de Leuze (1749–1838) war Konsistorialrat und Geheimer Vortragender Rat im  Kultusministerium und Mitglied der französisch-reformierten Gemeinde („Französische Colonie“) zu Berlin. Seine Mutter war Charlotte Isabelle Amélie Du Trossel (1754–1839) eine Tochter des Obergerichtsrat der Französischen Kolonie in Berlin Etienne Du Trossel (1699–1760) und der  Charlotte Rébotier.

## Familie
Er heiratete 1829 in Berlin Friederike Seegemund, eine Tochter des Johann Friedrich Seegemund und der Charlotte Caroline Knicker. Das Paar hatte vier Söhne und vier Töchter, darunter Anne Pauline Charlotte (* 1835), die später Oberin des Evangelischen Krankenhauses Königin Elisabeth Herzberge in Berlin wurde.

## Leben
In Berlin besuchte Lancizolle das Französische Gymnasium und  das Friedrichswerdersche Gymnasium. Er meldete sich freiwillig und nahm als Jäger 1813/1814 an den Befreiungskriegen teil. Ab 1814 studierte er an der Friedrich-Wilhelms-Universität Berlin und der Georg-August-Universität Göttingen Rechtswissenschaften und schloss dieses Studium 1818 mit der Promotion in Göttingen ab. 1819 habilitierte er sich in Berlin und wurde 1820 außerordentlicher, 1823 ordentlicher Professor an der Berliner Universität. Seine Lehrtätigkeit umfasste neben dem Privatrecht vor allem die deutsche Rechtsgeschichte. Er unterrichtete auch den preußischen Kronprinzen, den späteren König Friedrich Wilhelm IV. in diesen Fächern.
1832 trat Lancizolle in das Ober-Censur-Collegium ein, wurde 1843 von dessen Nachfolger, dem Ober-Censur-Gericht übernommen, welches aber 1848 aufgehoben wurde. Ab etwa 1845 wurde Lancizolle von Friedrich Wilhelm IV. mit unterschiedlichen Sonderaufträgen betraut. So war er an der Schlichtung eines Streits von Handelsinteressen in Westafrika zwischen Großbritannien und Frankreich beteiligt, befasste sich mit den standesherrlichen Verhältnissen in Westfalen und hatte Ansprüche Preußens auf Schleswig-Holstein und Braunschweig zu klären.
1852 wurde Lancizoll zum Direktor der preußischen Staatsarchive ernannt; dieses Amt übte er bis 1866 aus. Daneben war er auch im kirchlichen Bereich aktiv und gehörte etwa 1824 zu den Mitbegründern der Berliner Missionsgesellschaft.

## Werk
In seinem wissenschaftlichen und politischen Werk vertrat Lancizolle, der bereits früh zum romantisch-konservativen und neupietistischen Kreis um die Brüder Leopold und Ernst Ludwig von Gerlach gehörte, einen streng konservativen Standpunkt, wobei auch Einflüsse der Restauration Carl Ludwig von Hallers und nicht zuletzt seines wichtigsten akademischen Lehrers und Förderers Friedrich Carl von Savigny nachwirkten.
Als einer der letzten und unbeirrbarsten Vertreter des vorparlamentarisch-altständischen Gedankens bekannte sich Lancizolle - so 1831 in der Vorrede seiner „Beiträge zur Politik und zum Staatsrecht“ - „zu der schärfsten Opposition gegen alle absolutistische Tyrannei geistlicher oder weltlicher Machthaber und Obrigkeiten und deren servile Beschönigung, wie gegen die vielköpfige Tyrannei des falschen Liberalismus und gegen die vielfache, seltsame Allianz und Vermischung dieser scheinbar unversöhnlichen Elemente; mit einem Wort: von Herzen bin ich feind aller revolutionären Thorheit und Verkehrtheit, in welcher Region der Gesellschaft sie sich regen mag“.
Der Kampf gegen die revolutionären Regungen und Tendenzen der Epoche wurde von Lancizolle in erster Linie als Kampf gegen die Prinzipien der liberalen Verfassungsbewegung, gegen die Idee der Volkssouveränität, gegen das Trugbild der „öffentlichen Meinung“ und nicht weniger auch gegen „einen gesteigerten Regierungs- und Beamten-Absolutismus“ geführt. Jeder Regent und jedes Volk in Deutschland möge sich hingegen, so L., „nach der wesentlichen Weisheit ... fragen, die vom Himmel gekommen ist, nach der von Gott gegebenen Verfassungsurkunde des Staates aller Staaten, des Reiches Gottes.“
Lancizolle musste erleben, dass die von ihm vertretenen politischen und juristischen Positionen auch von den meisten seiner engsten Gesinnungsgenossen aufgegeben wurden. Den Schritt hin zum modernen Konstitutionalismus, den seit 1848 so prominente Vertreter des preußischen Konservatismus wie etwa E. L. von Gerlach und Lancizolles Berliner Fakultätskollege Friedrich Julius Stahl vollzogen, hat L. nicht mitmachen können. Sein allmählicher Rückzug vom Lehramt und von allen öffentlichen Funktionen dürfte hiermit zusammenhängen.
In seinem letzten politischen Hauptwerk „Über Königtum und Landstände in Preußen“ (1846) bekämpfte Lancizolle - indem er das provinzialständische System in Preußen gegen dessen liberale Gegner verteidigte - „...den ganzen abstracten Staatsbegriff der modernen politischen Doctrin, ... mit allem was er an Centralisation, Codification, Nivellirungs- und Umformitätssucht, an Despotismus der Gesetze und Mechanisirung der ganzen Rechtsordnung mit sich führt“.
Dagegen hob er noch einmal die ständisch-freiheitlichen Grundlagen der „ächten deutschen Freiheit“ hervor, „die durch alle Jahrhunderte der Geschichte im vollen Einklang mit hingebender Treue gegen die von Gott gesetzten Obrigkeiten gelebt hat und... auch heut noch nicht erloschen ist. Diese Freiheit ist aber eben so sehr dem Servilismus wie dem vulgären Liberalismus unserer Tage, also auch dem constitutionellen oder republikanischen wie dem absolutistischen Despotismus auf das entschiedenste entgegengesetzt.“
Treitschke schmähte Lancizolle als „Stimme aus dem Grab“ und kritisierte: „Der treue Hallerianer sprach, wie vor Zeiten Schmalz und Marwitz, von den verschiedenen „Staaten“ des königlichen Hauses, den modernen Staat und seine Rechtseinheit hielt er für eine leere Abstraction.“
Lancizolle erwarb sich ebenso Verdienste um das evangelische Kirchenlied, u. a. mit einer Neuedition der Lieder Paul Gerhardts.

## Werke
- Dissertatio de praescriptione feudali. Berlin 1820
- Geschichte der Bildung des preußischen Staats. Erster Theil. Erste (und zweite) Abtheilung. Nicolaische Buchhandlung, Berlin und Stettin 1828 (Digitalisat).
- Grundzüge der Geschichte des deutschen Städtewesens mit besonderer Rücksicht auf die preussischen Staaten. Nicolaische Buchhandlung, 1829
- Uebersicht der deutschen Reichsstandschafts- und Territorial-Verhältnisse : vor dem französischen Revolutionskriege, der seitdem eingetretenen Veränderungen und der gegenwärtigen Bestandtheile des deutschen Bundes und der Bundesstaaten. Dümmler, Berlin 1830.  (bei Google Books); Nachdruck bei Olms, Hildesheim, Zürich, New York, 2003, ISBN 3-487-11896-3
- Beiträge zur Politik und zum Staatsrecht. Erste Sammlung. Berlin 1831
- Über Ursachen, Charakter und Folgen der Julitage. Berlin 1831.
- Ueber Königthum und Landstände in Preußen. Ferdinand Dümmler, Berlin 1846
- Beiträge zum Verständnis und zur Würdigung der preußischen landständischen Verfassung vor und seit dem 3. Februar 1847. Berlin 1847
- Rechtsquellen für die gegenwärtige landständischen Verfassung in Preußen mit Einschluß der Landtags-Abschiede. Berlin 1847
- Die Bedeutung der römisch-deutschen Kaiserwürde nach den Rechtsanschauungen des Mittelalters. Berlin 1856.
- Nachlese von 80 Liedern zu dem von dem königl. Konsistorium der Provinz Brandenburg als Entwurf herausgegebenen Gesangbuch für evangelische Gemeinen nebst Beiträgen zur Würdigung des Entwurfs. Berlin 1869